# Massilia pinisoli
Massilia pinisoli es una bacteria gramnegativa del género Massilia. Fue descrita en el año 2016. Su etimología hace referencia a suelo de pino. Es aerobia y móvil por flagelo polar. Tiene un tamaño de 0,9-1,5 μm de ancho por 2-2,5 μm de largo. Forma colonias opacas, lisas, convexas y blancas en agar R2A tras 48 horas de incubación. Temperatura de crecimiento entre 10-37 °C, óptima de 32-37 °C. No crece en agar LB, TSA ni MacConkey. Catalasa y oxidasa positivas. Tiene un contenido de G+C de 69,4 %. Se ha aislado de suelo forestal en Suwon, Corea del Sur. 